# جيمس ستيفنسون (كاتب)
جيمس ستيفنسون (بالإنجليزية: James Stevenson)‏ هو كاتب للأطفال وكاتب أمريكي، ولد في 11 يوليو 1929 في نيويورك في الولايات المتحدة، وتوفي في 17 فبراير 2017 بسبب ذات الرئة.

## وصلات خارجية
- جيمس ستيفنسون على موقع ميوزك برينز (الإنجليزية)